# 御座

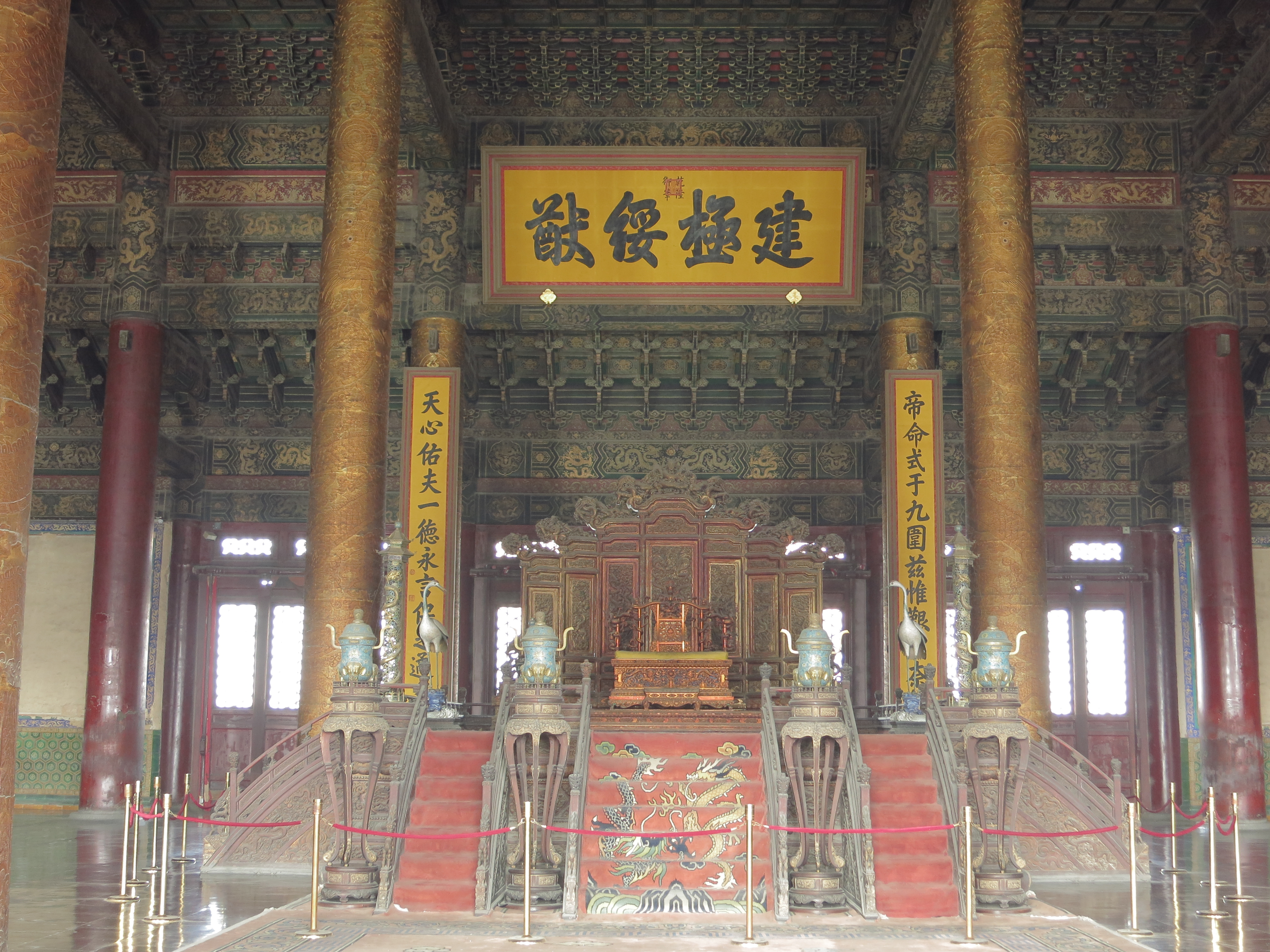
故宫太和殿龙椅（Dragon Throne）

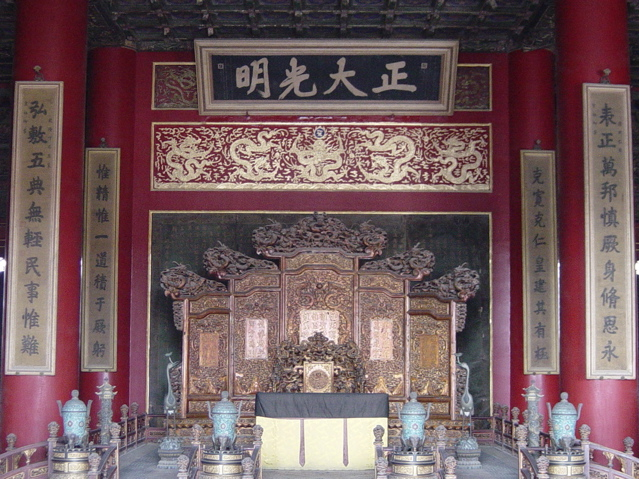
故宫乾清宮龙椅

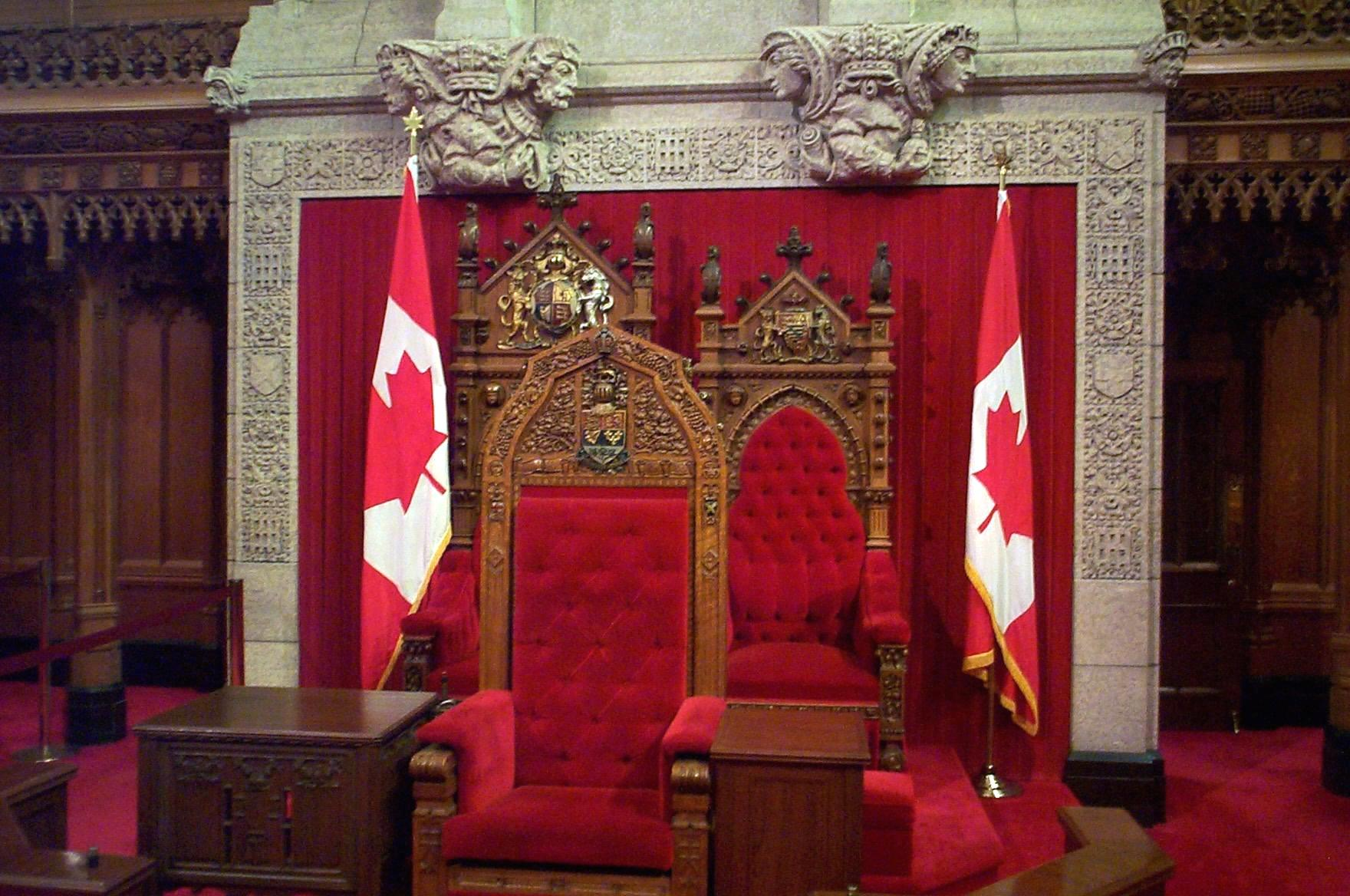
渥太華加拿大參議院中，加拿大君主和其王室配偶的寶座（後方）。議會開幕式時，通常由加拿大總督（加拿大君主的代表）及其配偶代替君主及其配偶坐在寶座上；前方是議長的座位。

御座或宝座，在某些场合可称作王座或皇座，在中国还有龙椅的称呼。是君主在典礼场合所坐的椅子。“御座”还可象征王国或王冠，一些歐洲國家中，许多場合下的御座可直接用作君权或君主的代稱。

## 古代文化中的御座
从古代开始，御座便是君主和神的象征。在一些文化中，早期形式的御座用于加冕礼的仪式，或用作把君王的位置提升到最高处。从那时开始，御座便与君权联系在了一起。
根据荷马的记载，古希腊人会把一些空置的御座放在皇宫和寺庙中，这样諸神降臨時就可以坐下。这些御座中最著名的是Amyclae的太陽神阿波罗御座（throne of Apollo）。
古罗马人会准备两把寶座——一把是给罗马皇帝坐的，另一把是给羅馬女神坐的。女神寶座上會有其雕像，供人礼拜。
赫梯人认为，御座代表着神本身。
在《圣经》旧约中《列王纪上》18:20记载到关于以色列所罗门王“王用象牙制造一个宝座，用精金包裹。宝座有六层台阶，座的后背是圆的，两旁有扶手，靠近扶手有两个狮子站立。六层台阶上有十二个狮子站立，每层有两个：左边一个，右边一个；在列国中没有这样做的。”

## 例子

### 亞洲
東亞
- 中國皇帝的龍椅（在紫禁城內）
- 日本天皇的高御座（在京都御所內）
- 朝鮮國王的御座（在景福宮內）
- 越南皇帝的龙椅（在順化皇城內）
- 琉球國中山王的御差床（在首里城內）
- 西藏達賴喇嘛的獅子法座（英语：Lion Throne）（在布達拉宮內）

南亞、西亞
- 泰國國王王座或用於供奉佛像及其他聖物的布薩博克（英语：Busabok）（在曼谷大皇宮等處）
- 緬甸獅子寶座（英语：Lion Throne of Burma）（貢榜王朝國王寶座稱為「佩林（英语：Palin (throne)）」，另有以蓮花、熊蜂、哈姆薩（英语：Hamsa (bird)）、鹿、大象、海螺和孔雀命名的七座寶座，在曼德勒皇宮內）
- 緬甸阿瓦Montchobo孔雀寶座
- 莫臥兒王朝皇帝的孔雀寶座，後來部分材料為波斯沙阿所用、目前已失傳（原在德里紅堡內）
- 紫檀寶座，在比卡內爾堡
- 印度錫克帝國兰季德·辛格大君寶座（英语：Maharaja Ranjit Singh's throne）
- 邁索爾黃金王座（英语：Golden Throne (Mysore)）（在迈索尔王宫內）
- 蒂普蘇丹金王座（邁索爾王國首相蒂普蘇丹寶座）
- 錫金卻嘉的獅子寶座
- 锡吉里耶城堡中斯里蘭卡國王的寶座——“迦葉石”
- 斯里蘭卡波隆纳鲁瓦波隆納魯沃斯王國國王的Nissankamalla石座
- 康提王國的康提王座
- 馬爾代夫蘇丹國的“象牙寶座”（Saridhaleys）和“獅子寶座”（Sighsana）
- 波斯沙阿的大理石寶座（英语：Marble Throne）、太陽王座、納德里寶座（英语：Naderi Throne）（在古列斯坦宮內）

### 歐洲
- Amyclae的阿波羅寶座
- 聖愛德華在威斯敏斯特教堂英國君主的加冕椅（圣爱德华宝座），其中裝著同時代的蘇格蘭御座斯昆石（也叫命運之石）
- 德國亞琛大教堂的查理曼寶座
- 俄國沙皇伊凡四世的象牙王座
- 教宗御座（拉丁語：sedia gestatoria）
- 瑞典女王克里斯蒂娜在斯德哥爾摩王宮的銀王座（英语：Silver Throne）
- 丹麥加冕椅（英语：Coronation Chair of Denmark）在羅森堡城堡

### 非洲
- 阿散蒂王國黃金凳
- 埃塞俄比亞皇帝的大衛寶座

## 图集

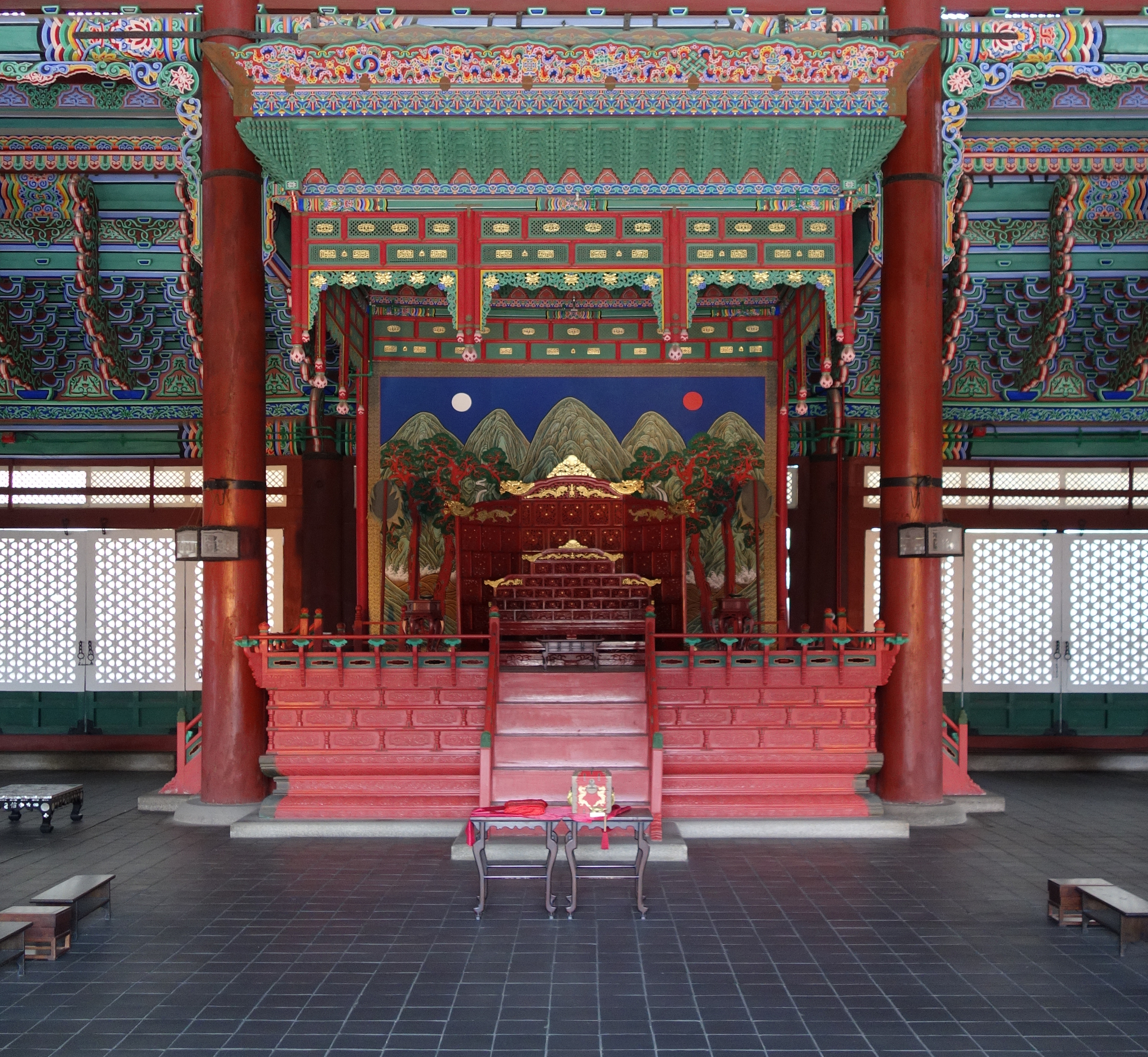
韓國景福宮勤政殿的朝鮮國王玉座（英语：Phoenix Throne）。
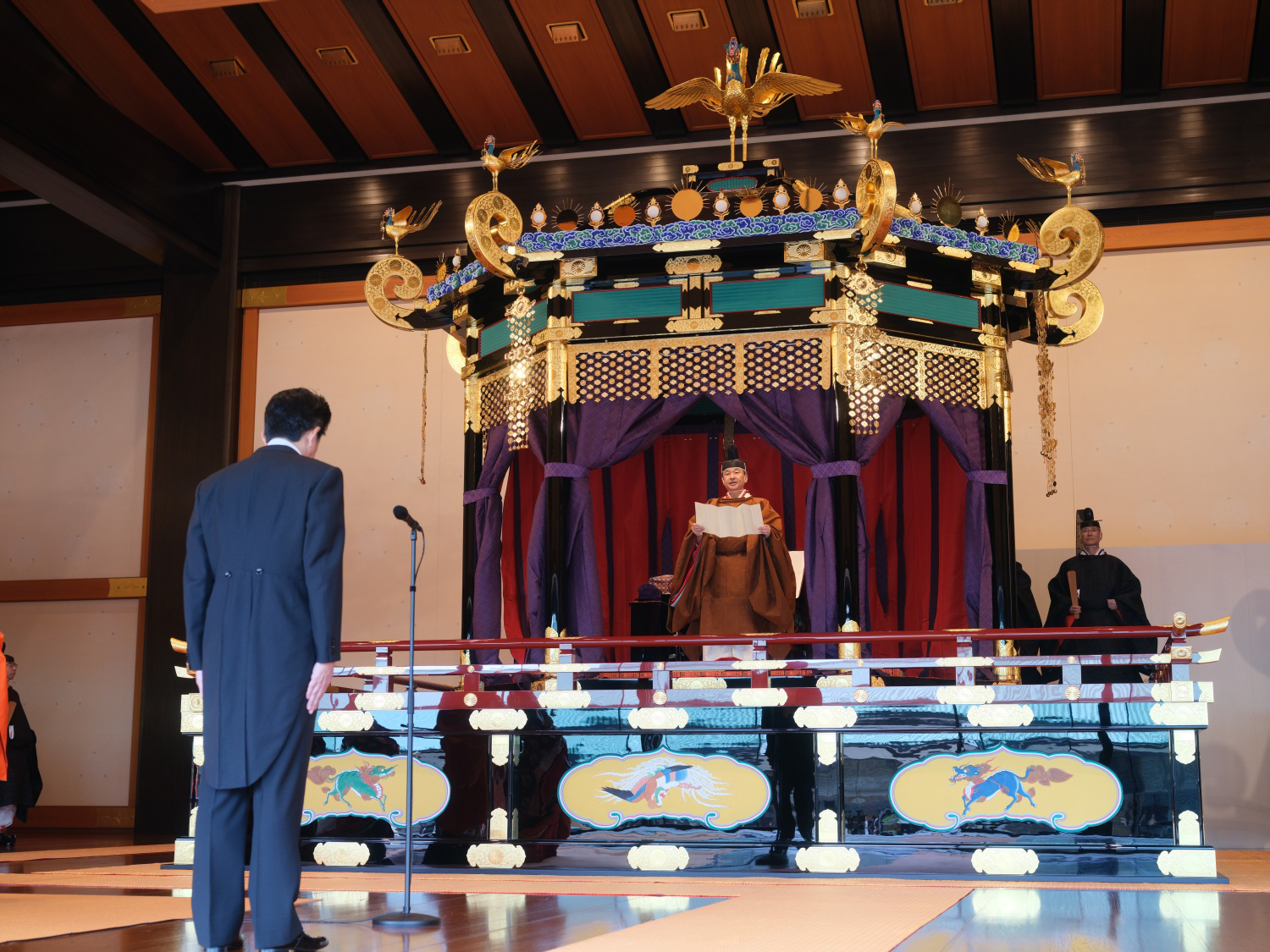
日本京都御所紫宸殿的日本天皇高御座。
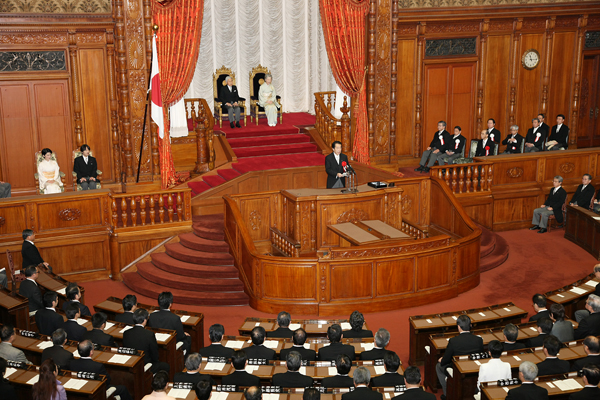
日本國會議事堂參議院的日本天皇御座。
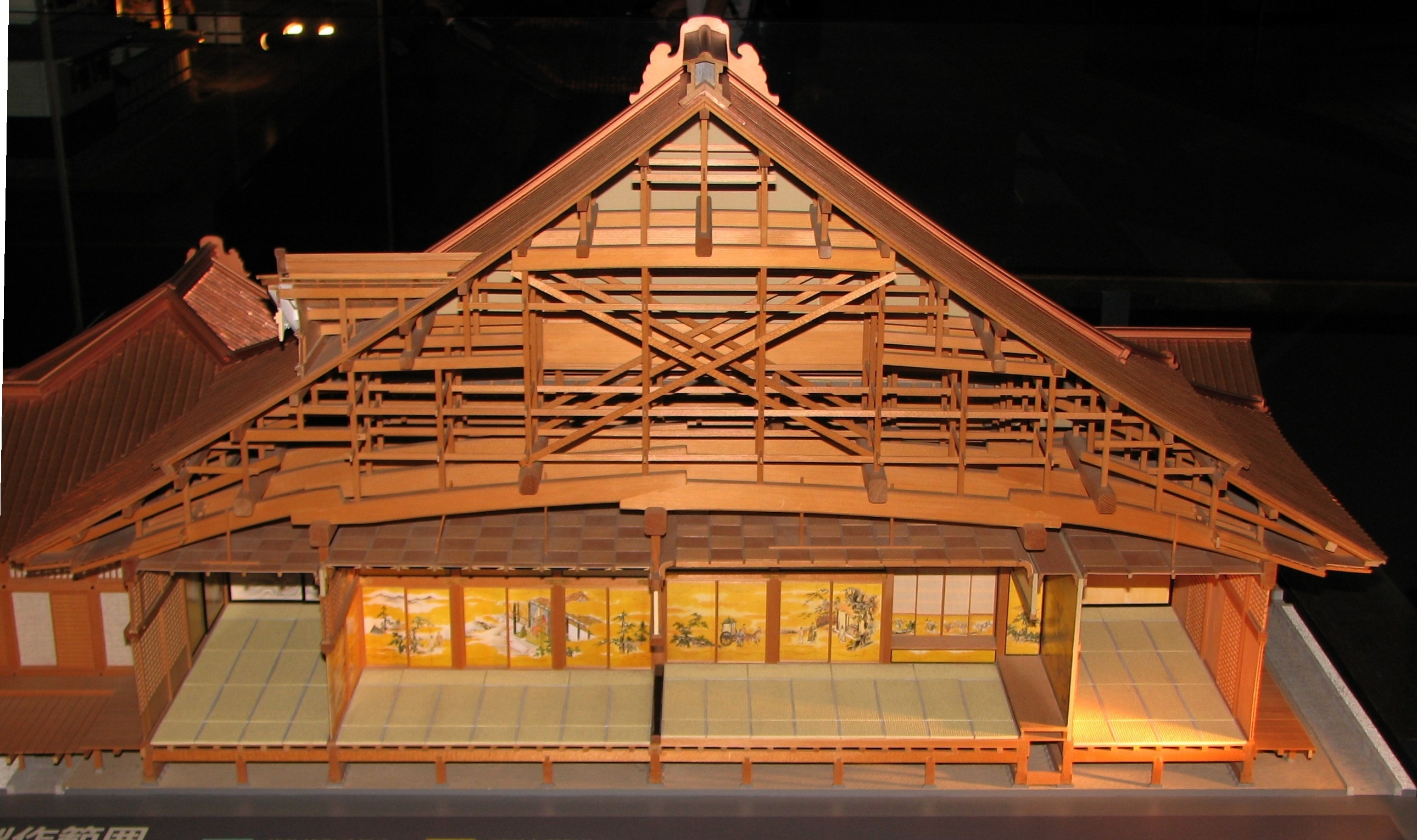
日本江戶城本丸御殿的征夷大將軍御座（復原模型）。
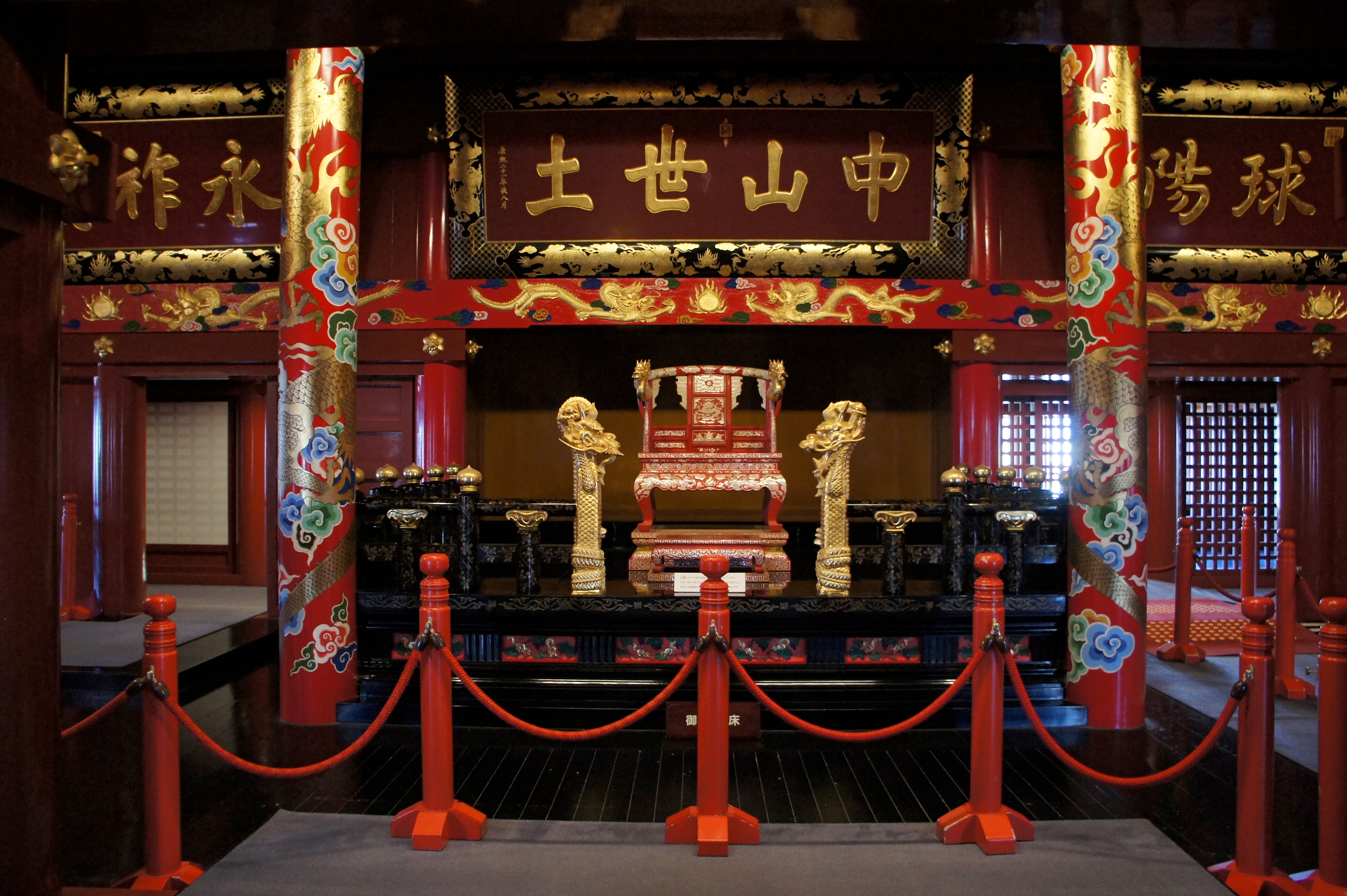
琉球首里城正殿的琉球國王御差床（複製品）。
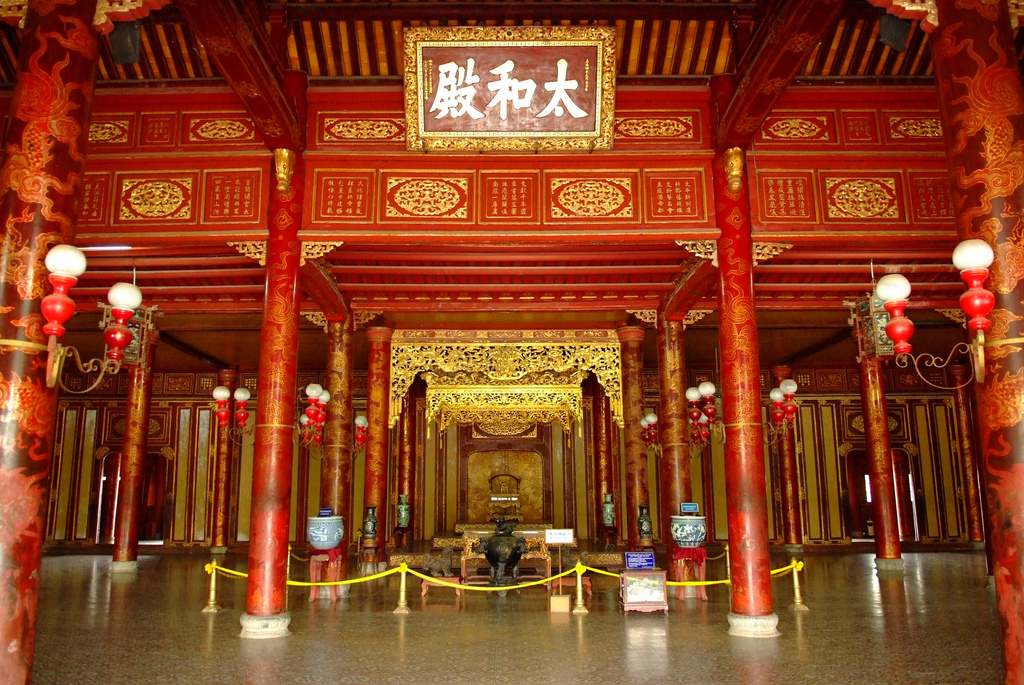
越南順化皇城太和殿的大南皇帝御座。
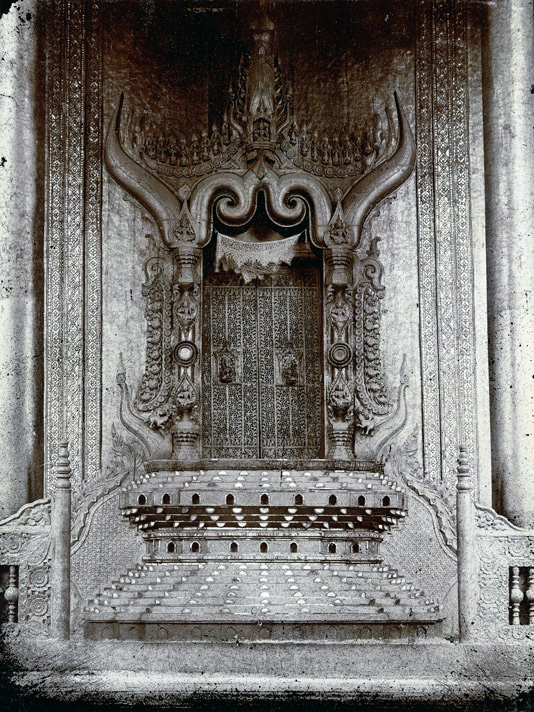
緬甸曼德勒王宮獅子王座（英语：Lion Throne of Burma）。
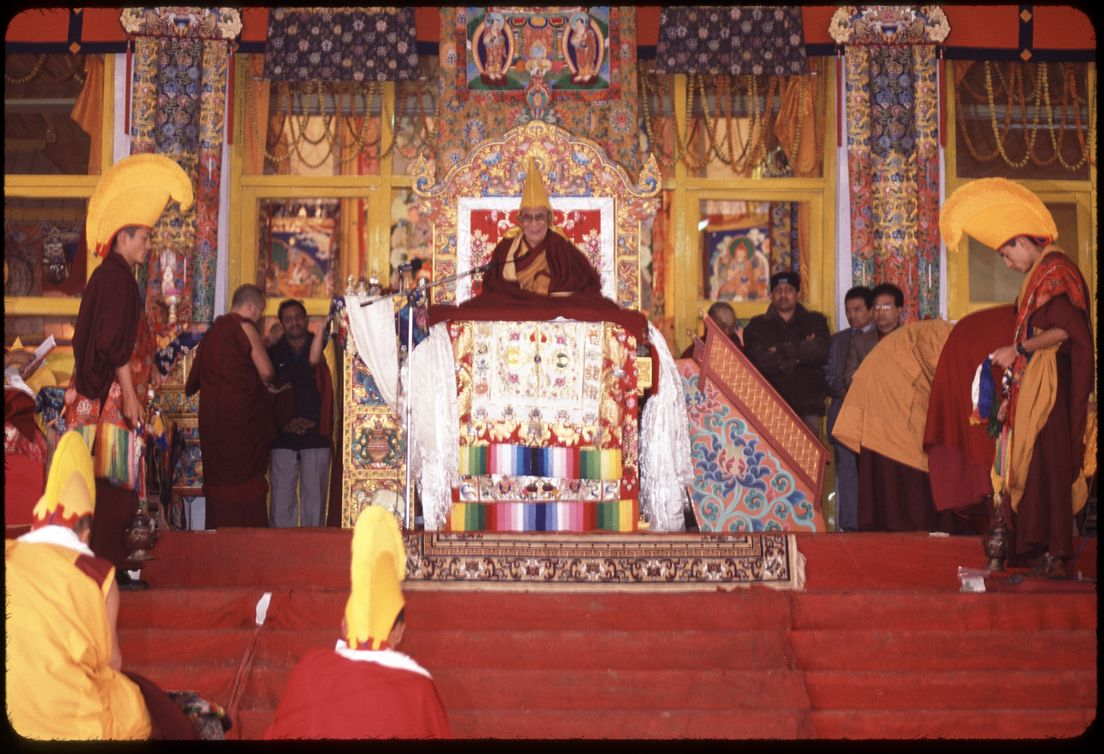
圖博達賴尊者的獅子寶座。
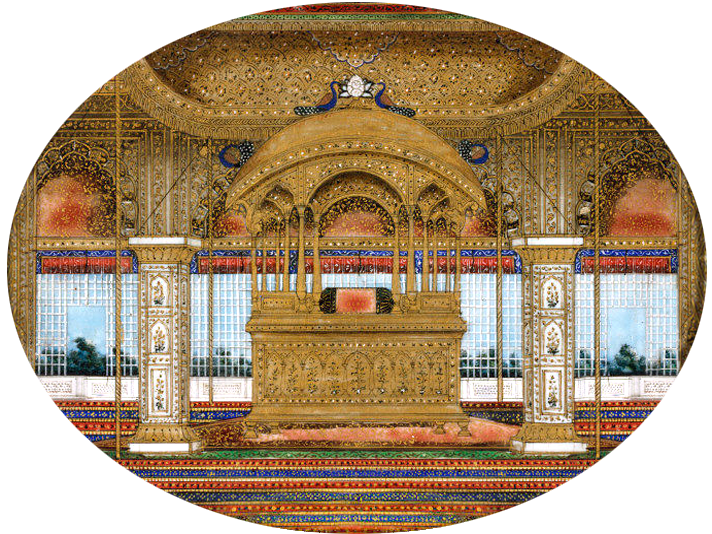
印度德里紅堡枢密宫的孔雀寶座。
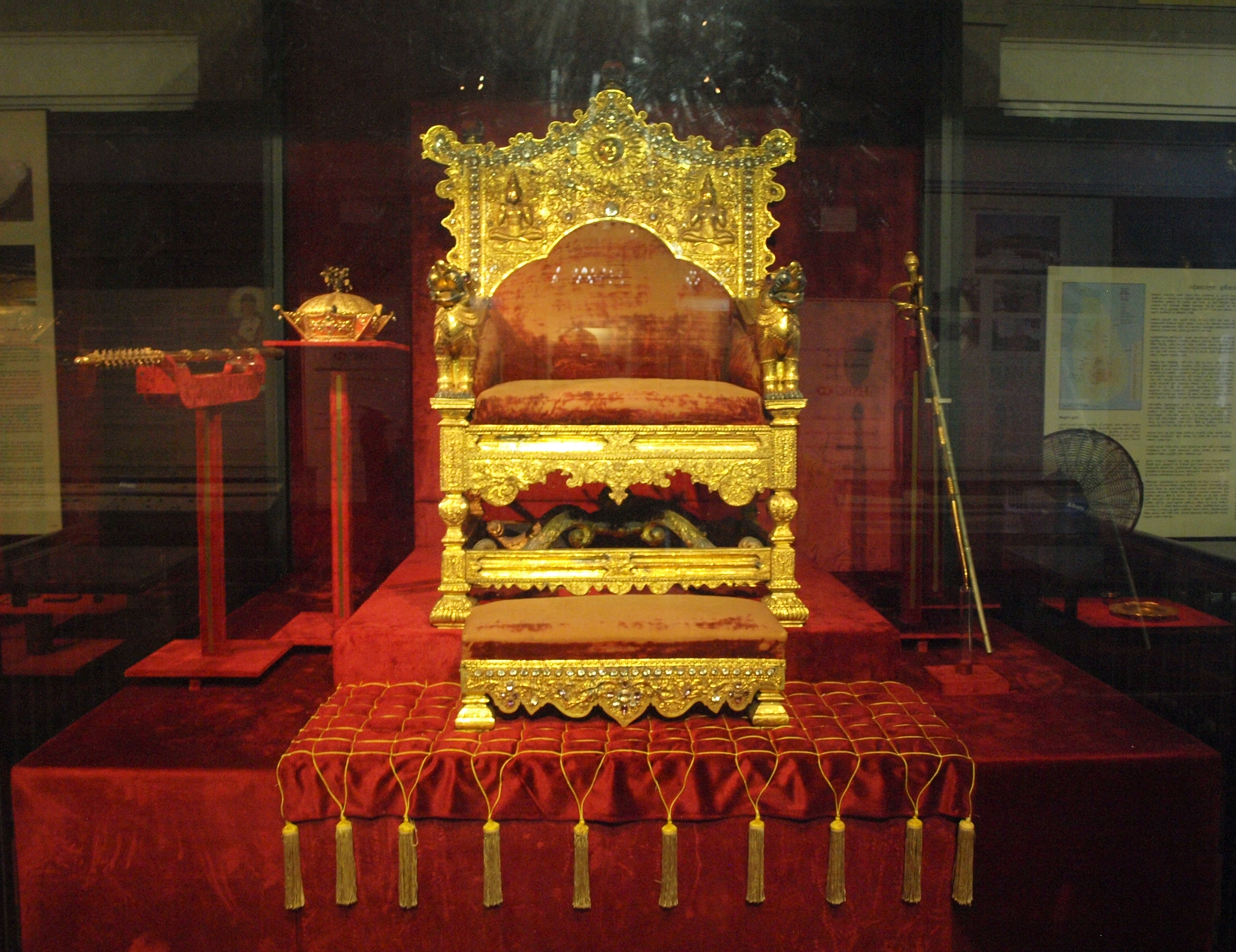
康提王國國王王座。
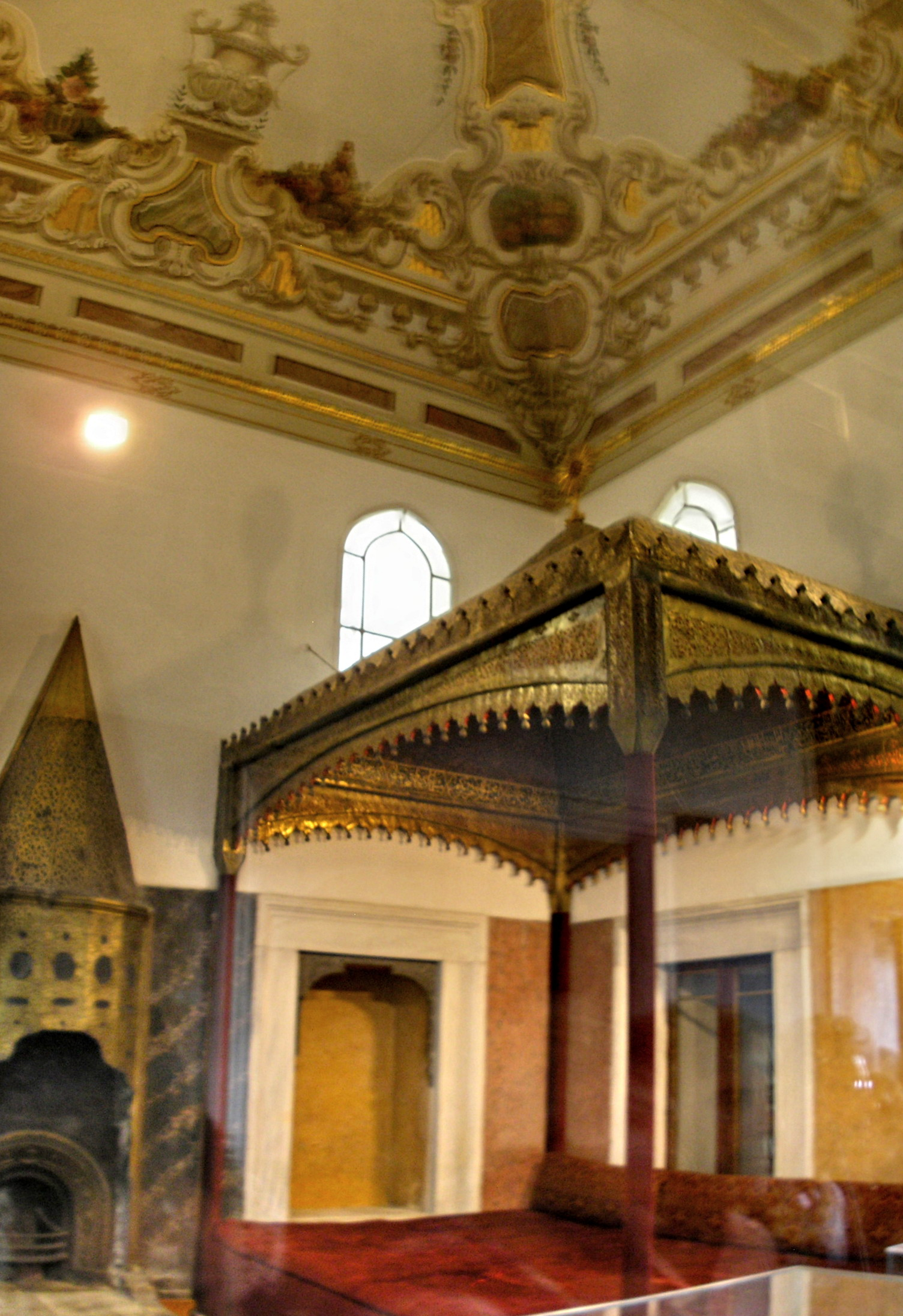
土耳其托卡比皇宮覲見廳的奧斯曼蘇丹王座。
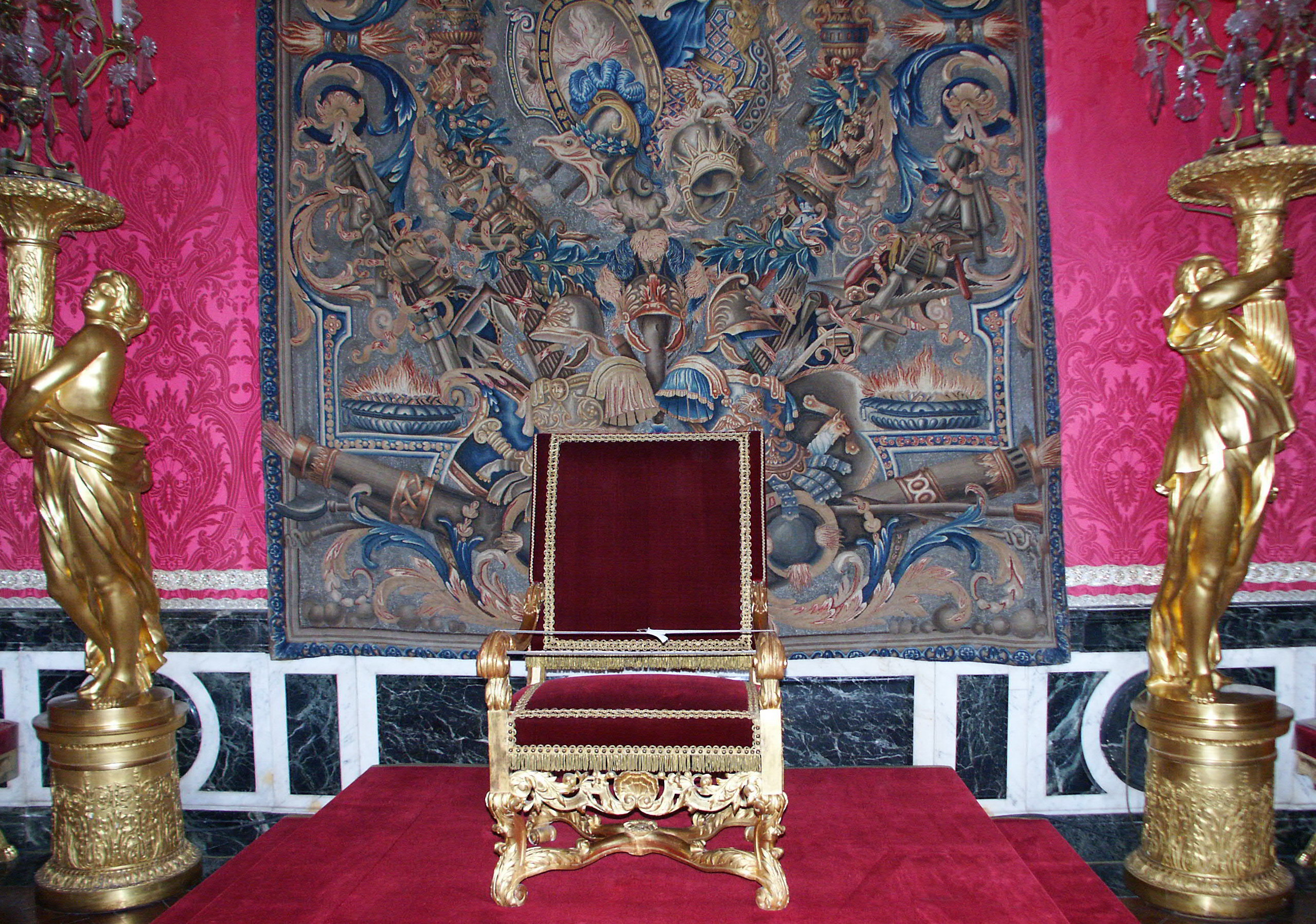
法國凡爾賽宮阿波羅廳的國王王座。
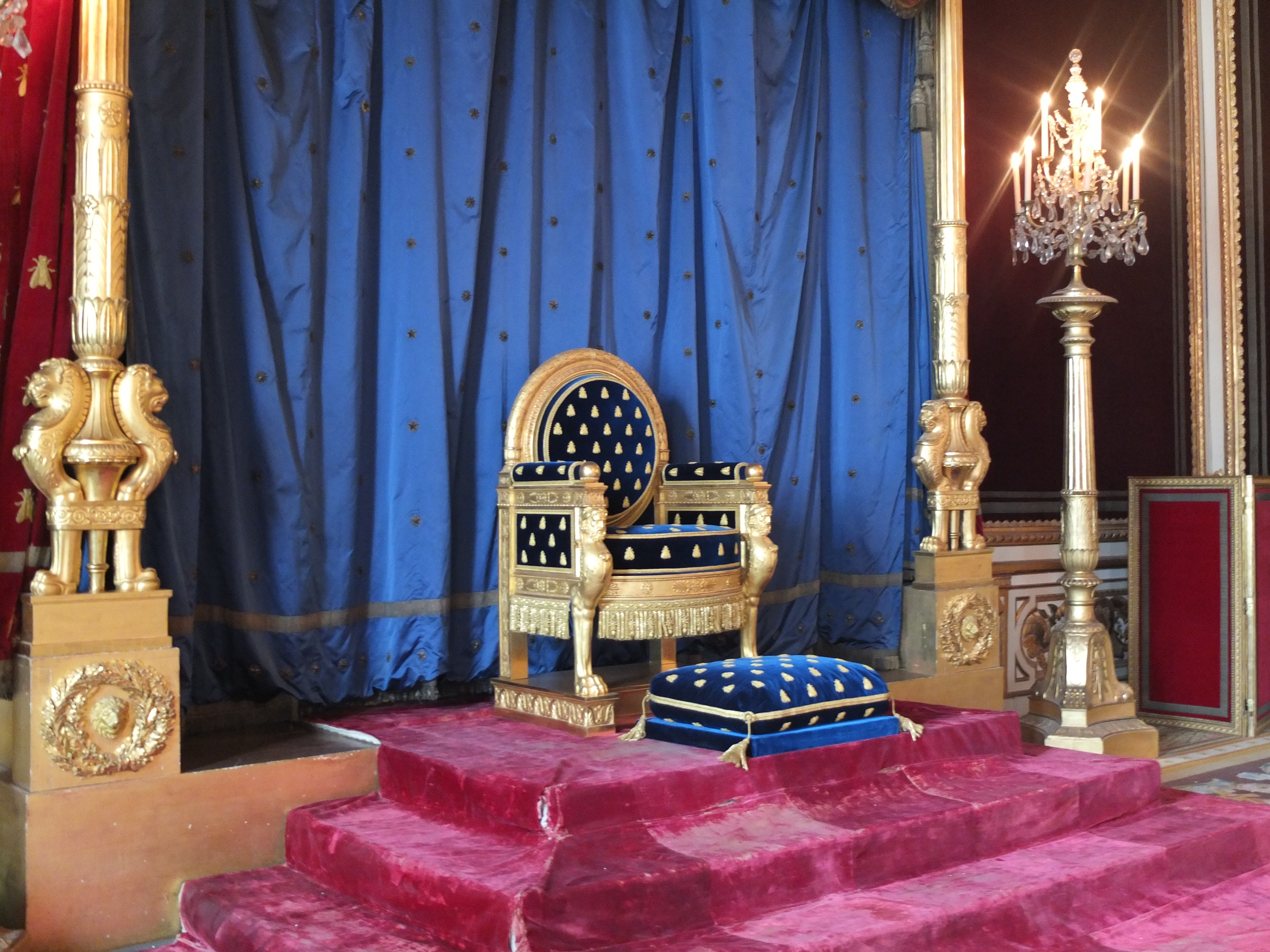
法國皇帝拿破崙一世在楓丹白露宮的王座。
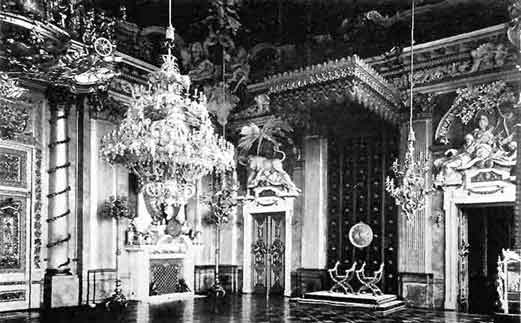
德國柏林宮的德意志皇帝寶座。
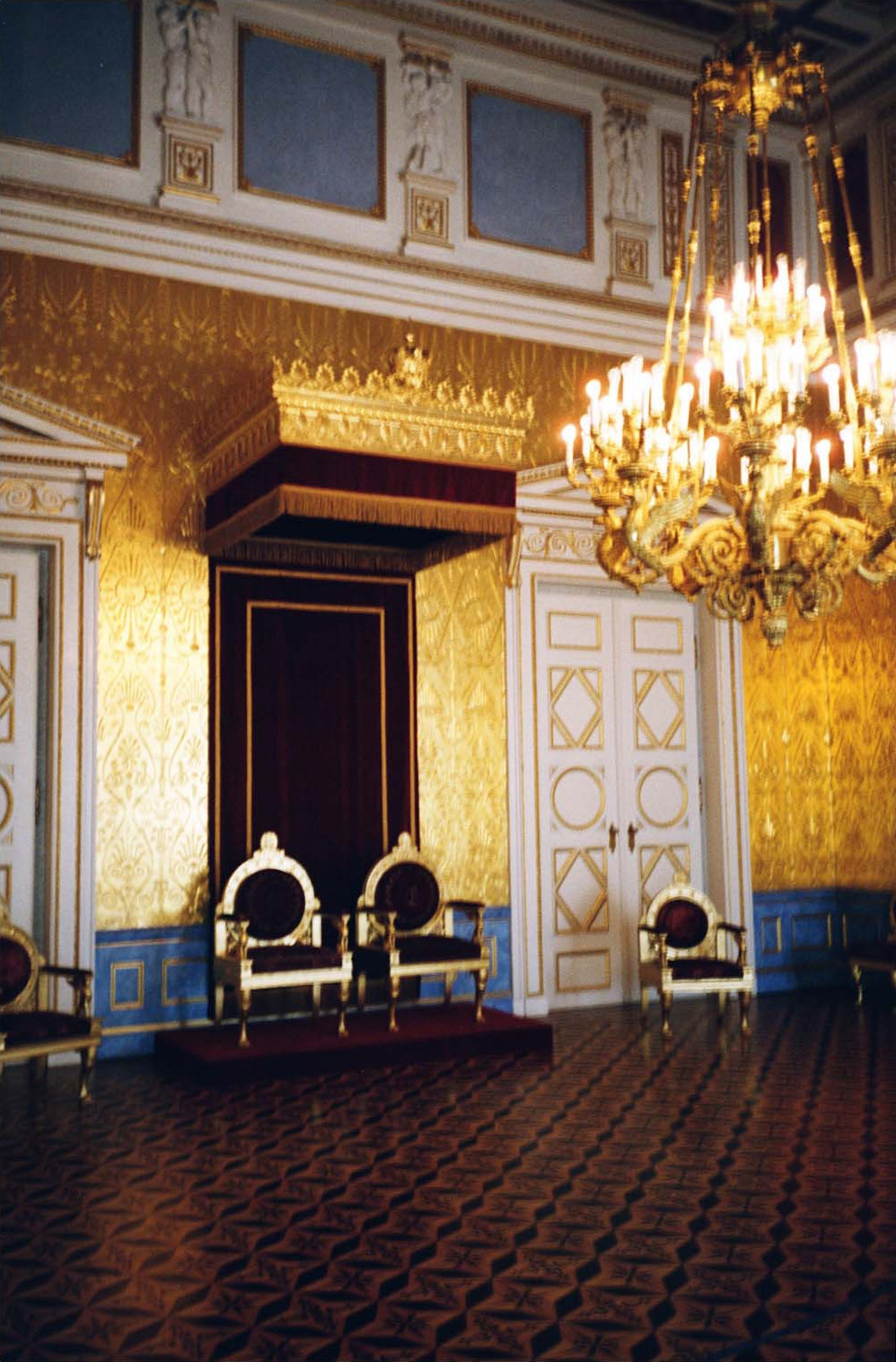
慕尼黑王宮的巴伐利亞王國王座。
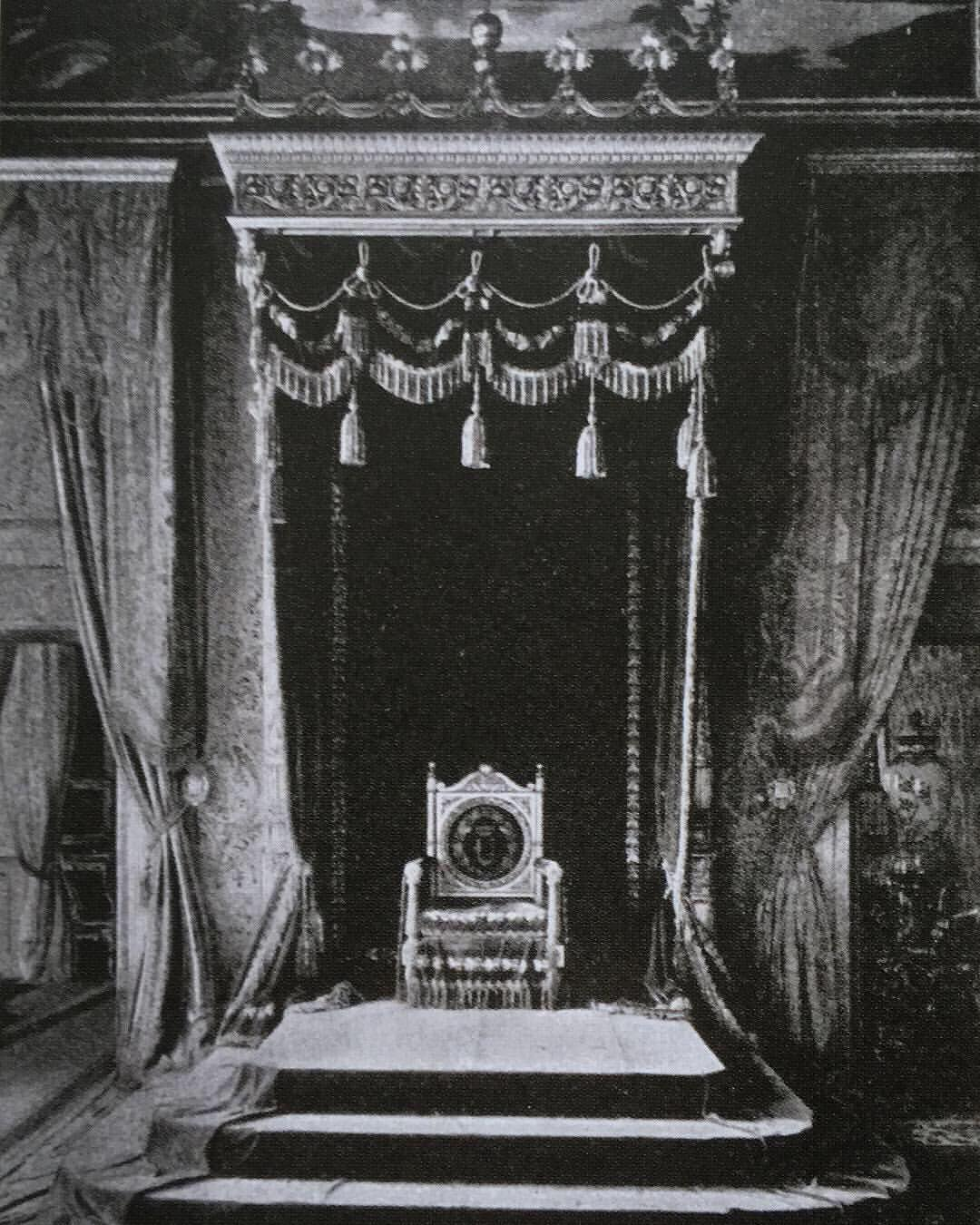
義大利國王在奎里納爾宮內的王座。
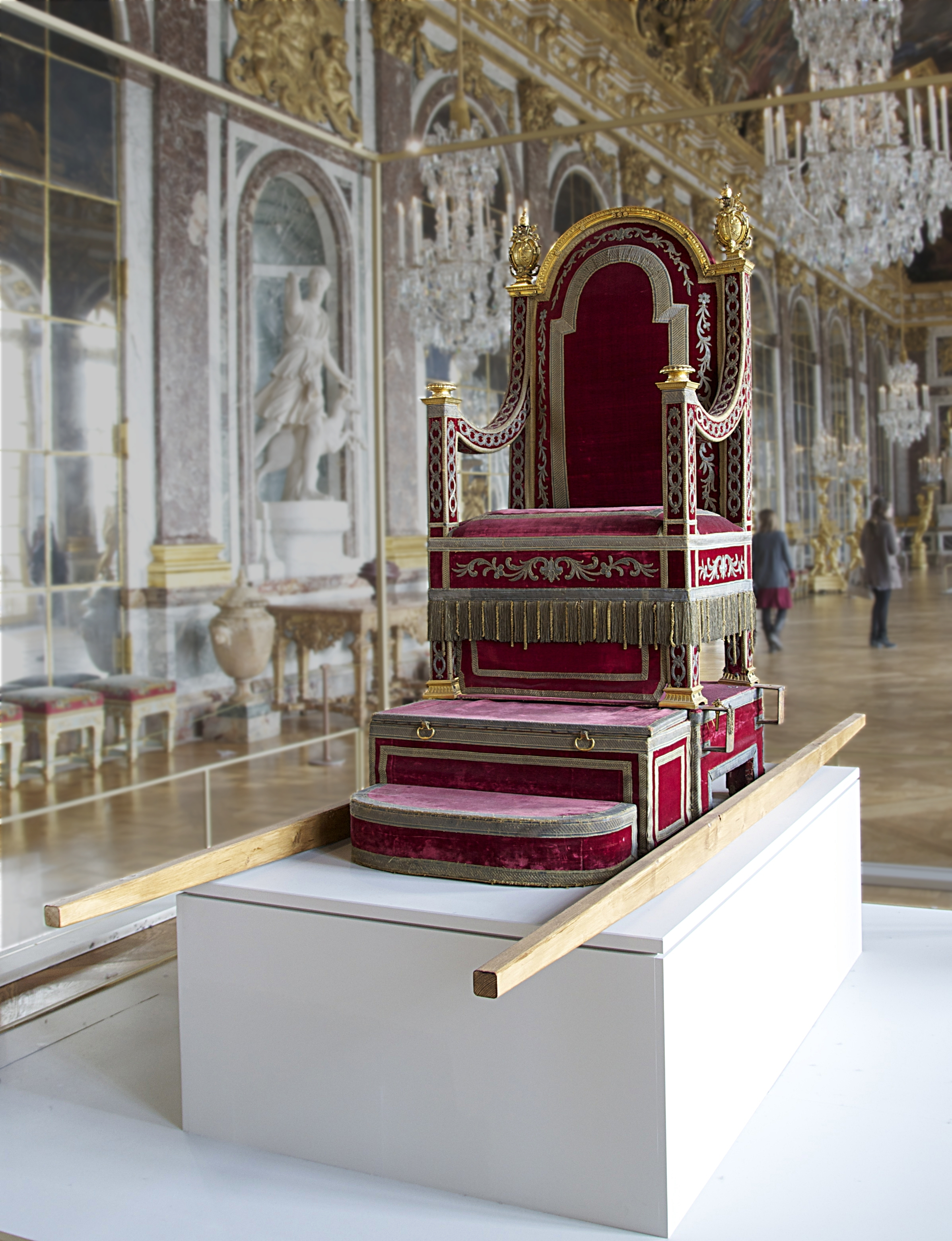
教宗庇護七世的寶座在凡爾賽宮展出。
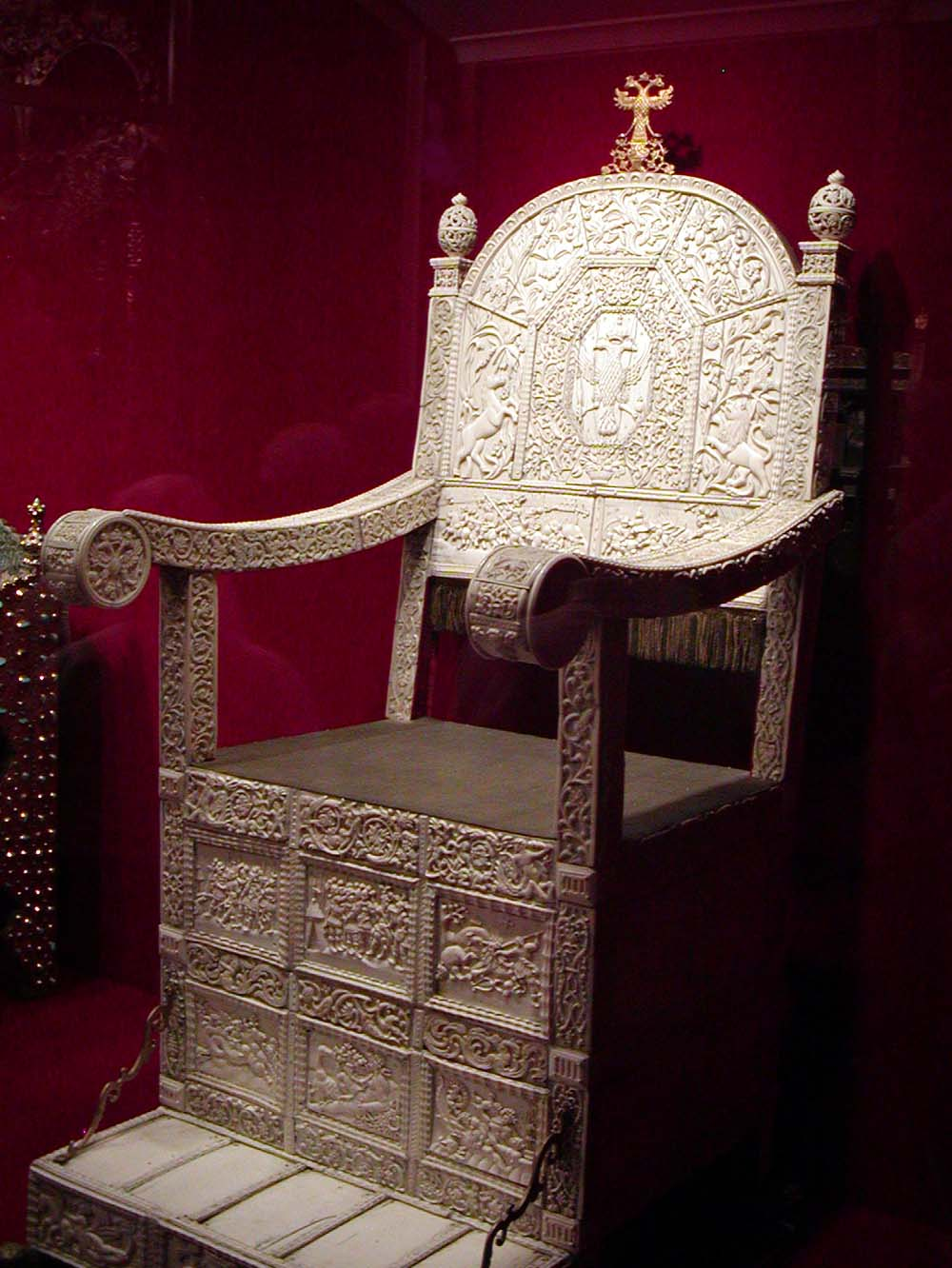
俄羅斯沙皇伊凡四世的象牙寶座。
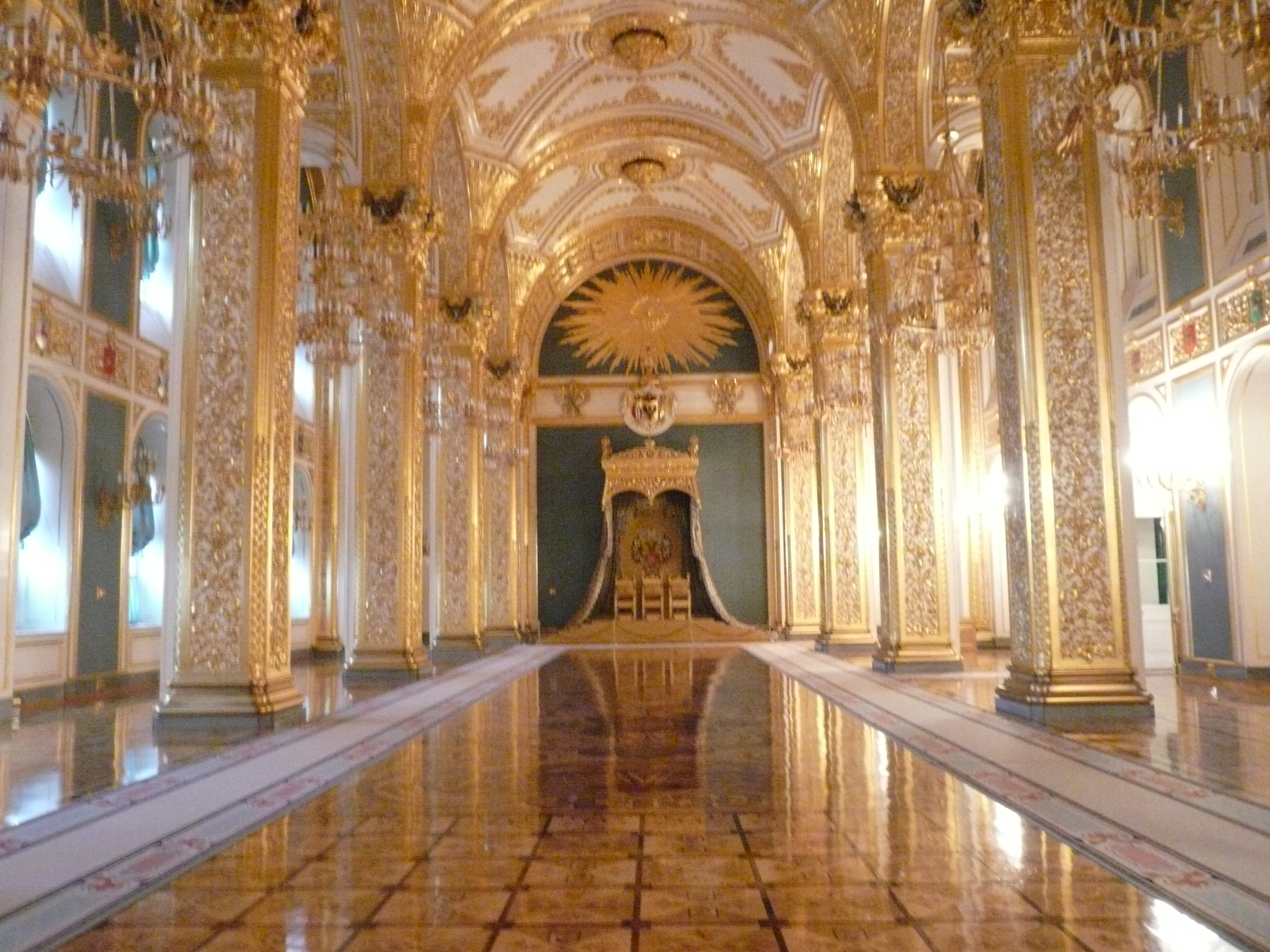
俄羅斯莫斯科克里姆林宮聖安德烈勳章大廳的沙皇與皇后寶座。
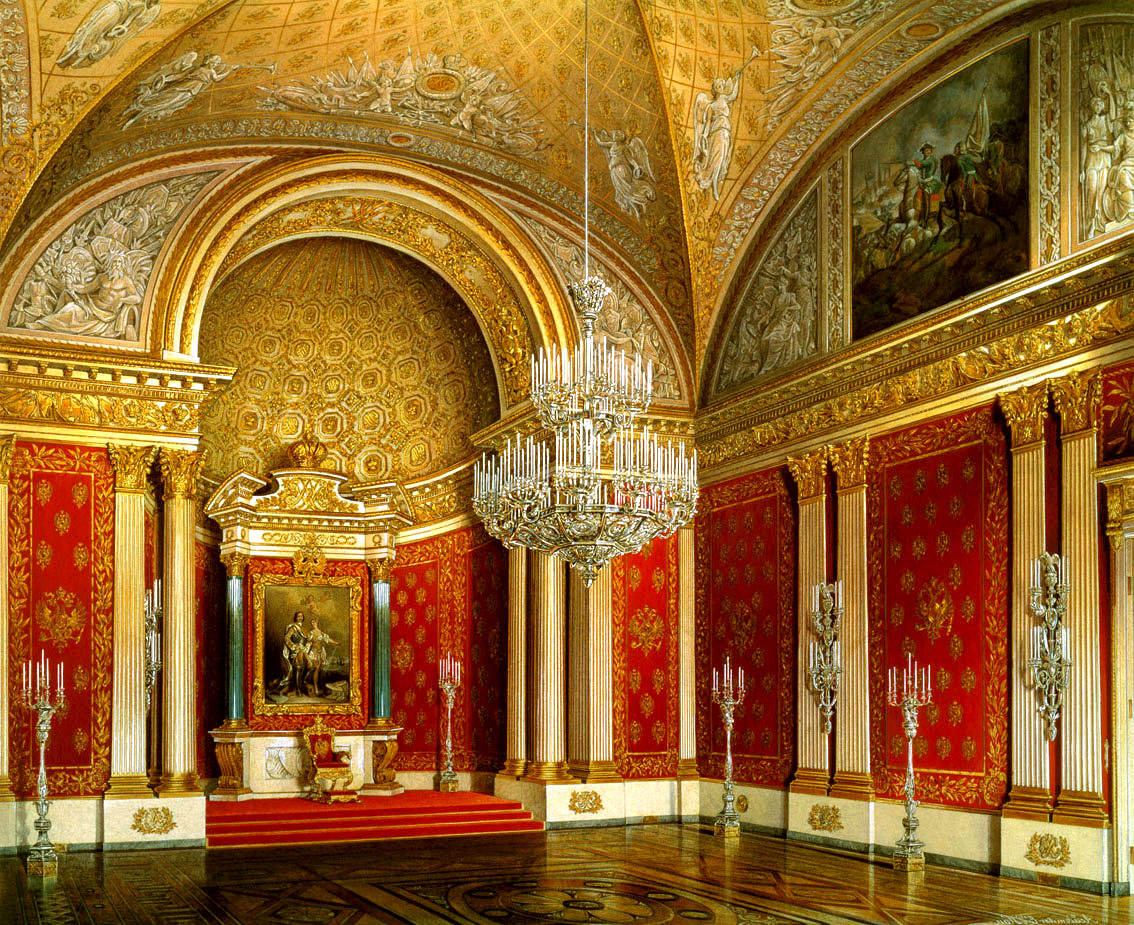
俄羅斯聖彼得堡冬宮彼得大帝寶座。
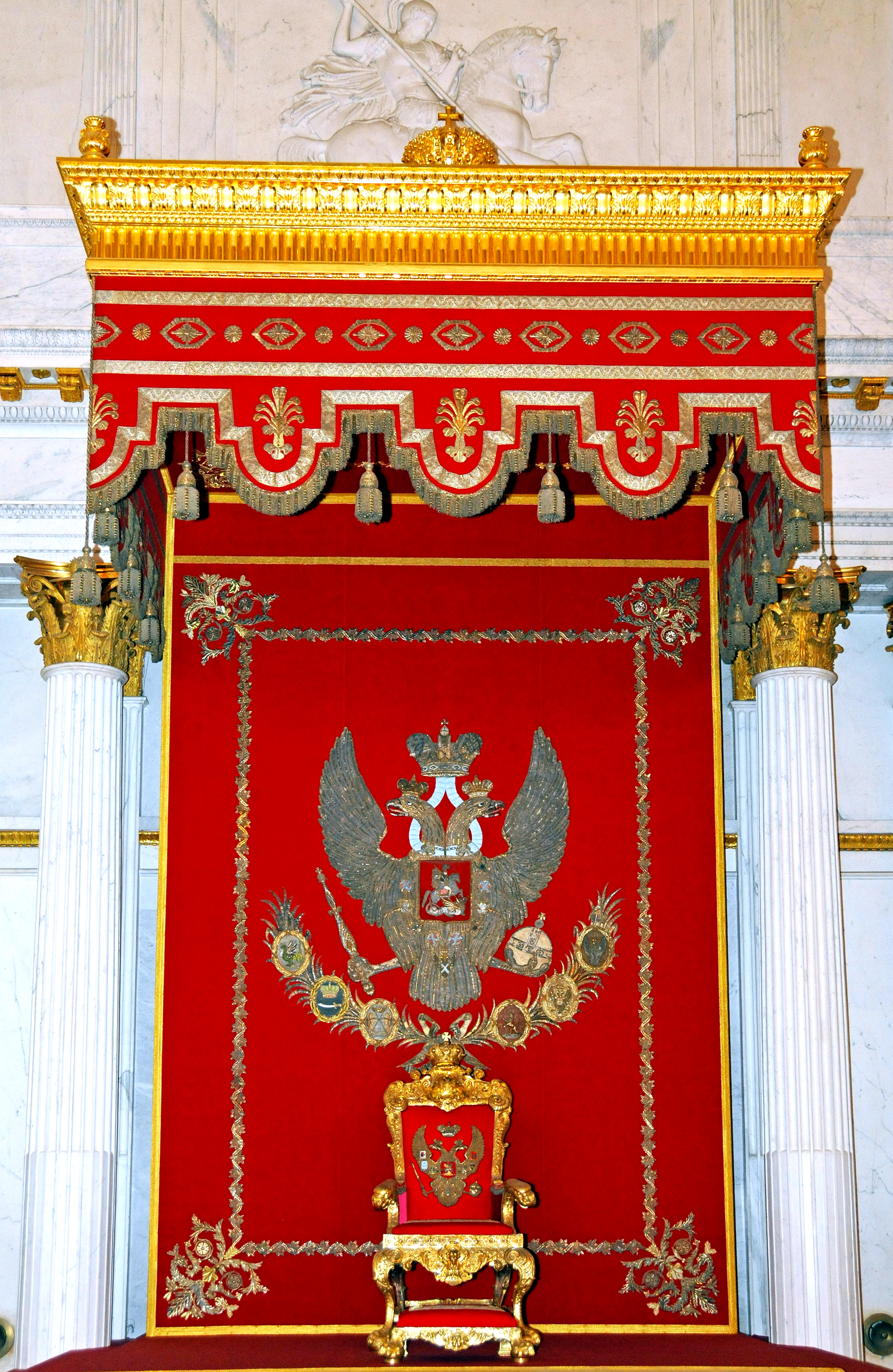
俄羅斯聖彼得堡冬宮聖喬治大廳王座。
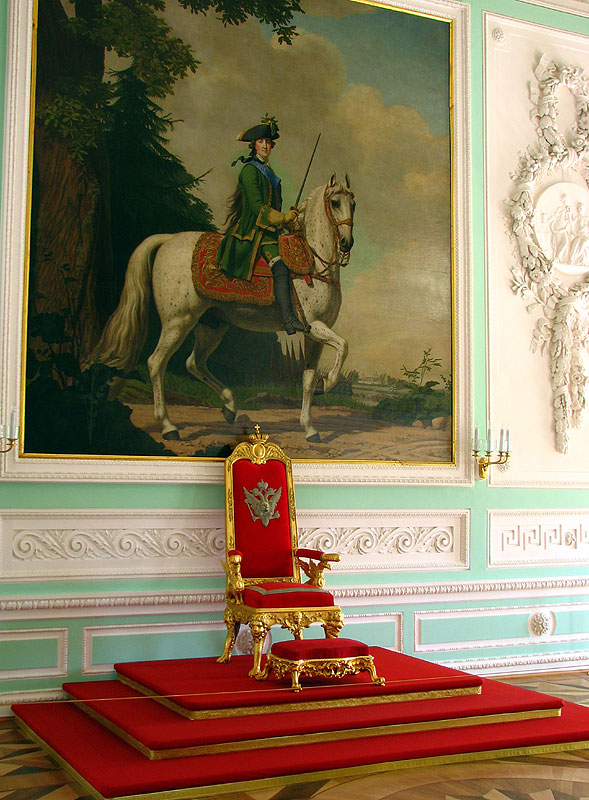
俄羅斯彼得霍夫宮王座廳。
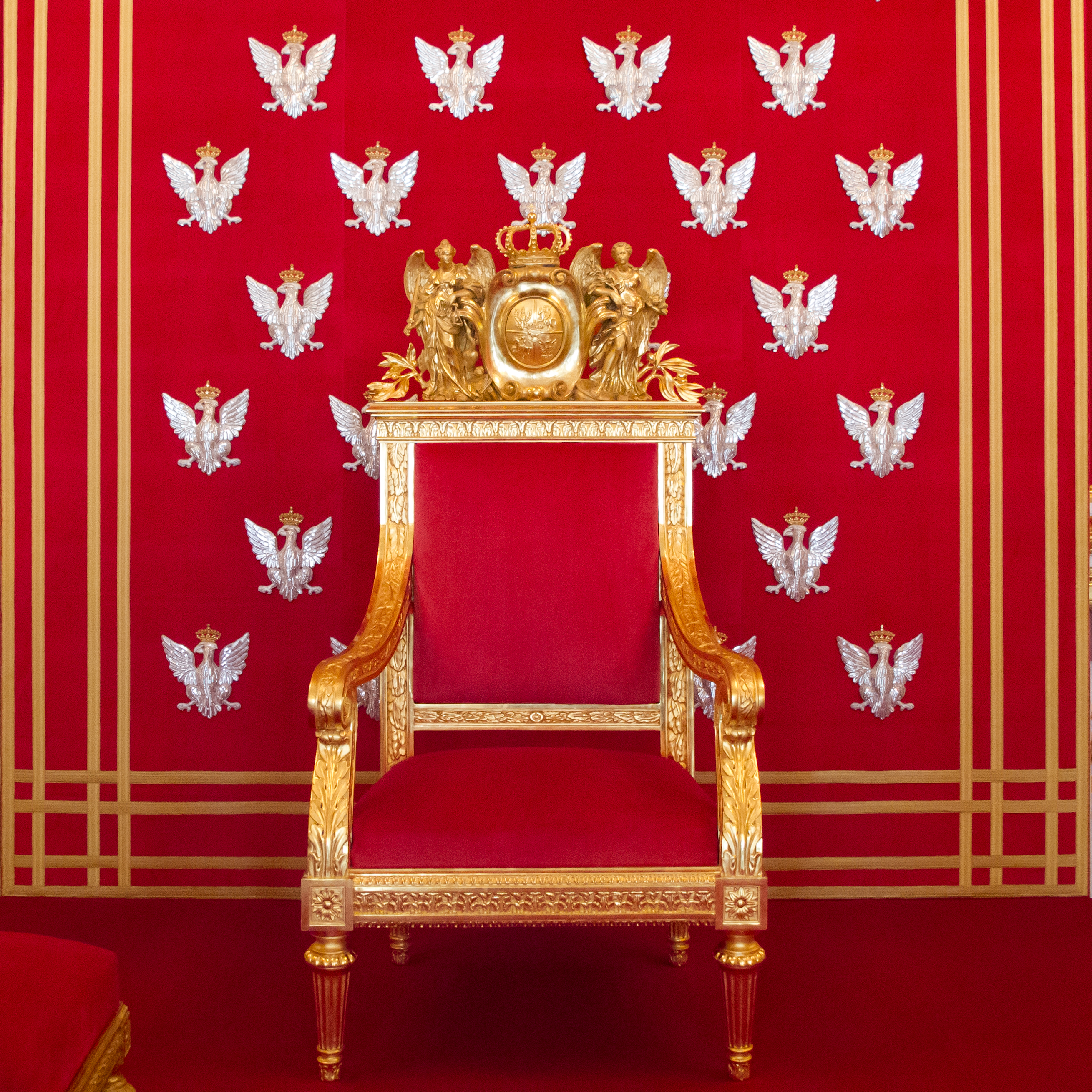
波蘭華沙皇家城堡的國王斯坦尼斯瓦夫·奥古斯特寶座。
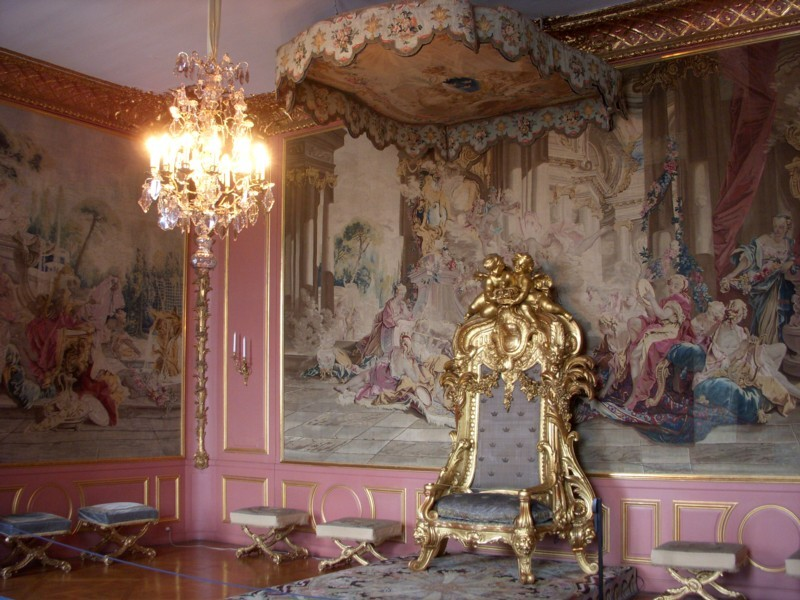
瑞典斯德哥爾摩王宮的王后路易絲·烏爾莉卡寶座。
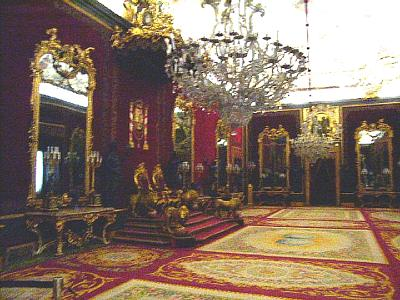
西班牙馬德里王宮國王與王后寶座。
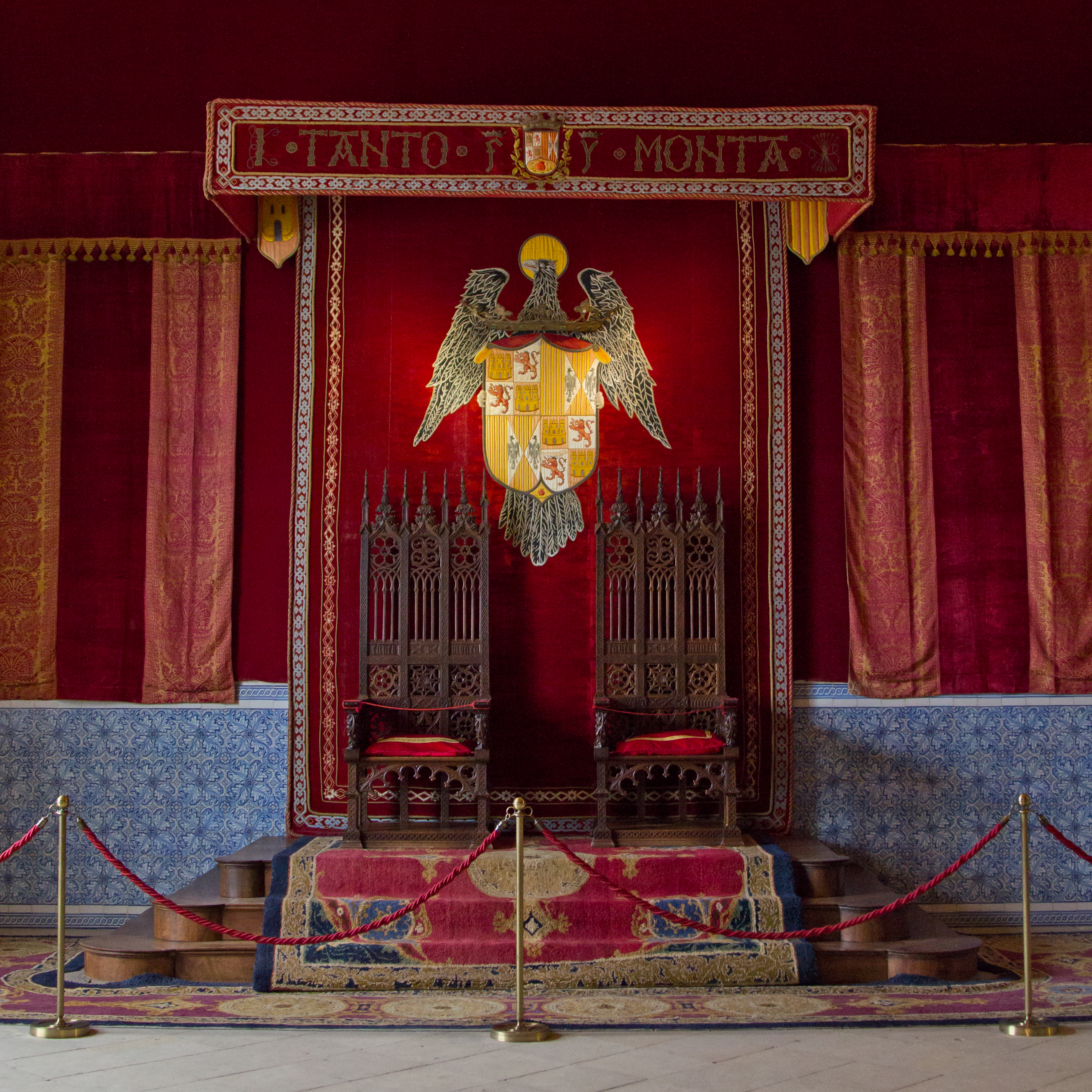
西班牙塞哥維亞城堡王座。
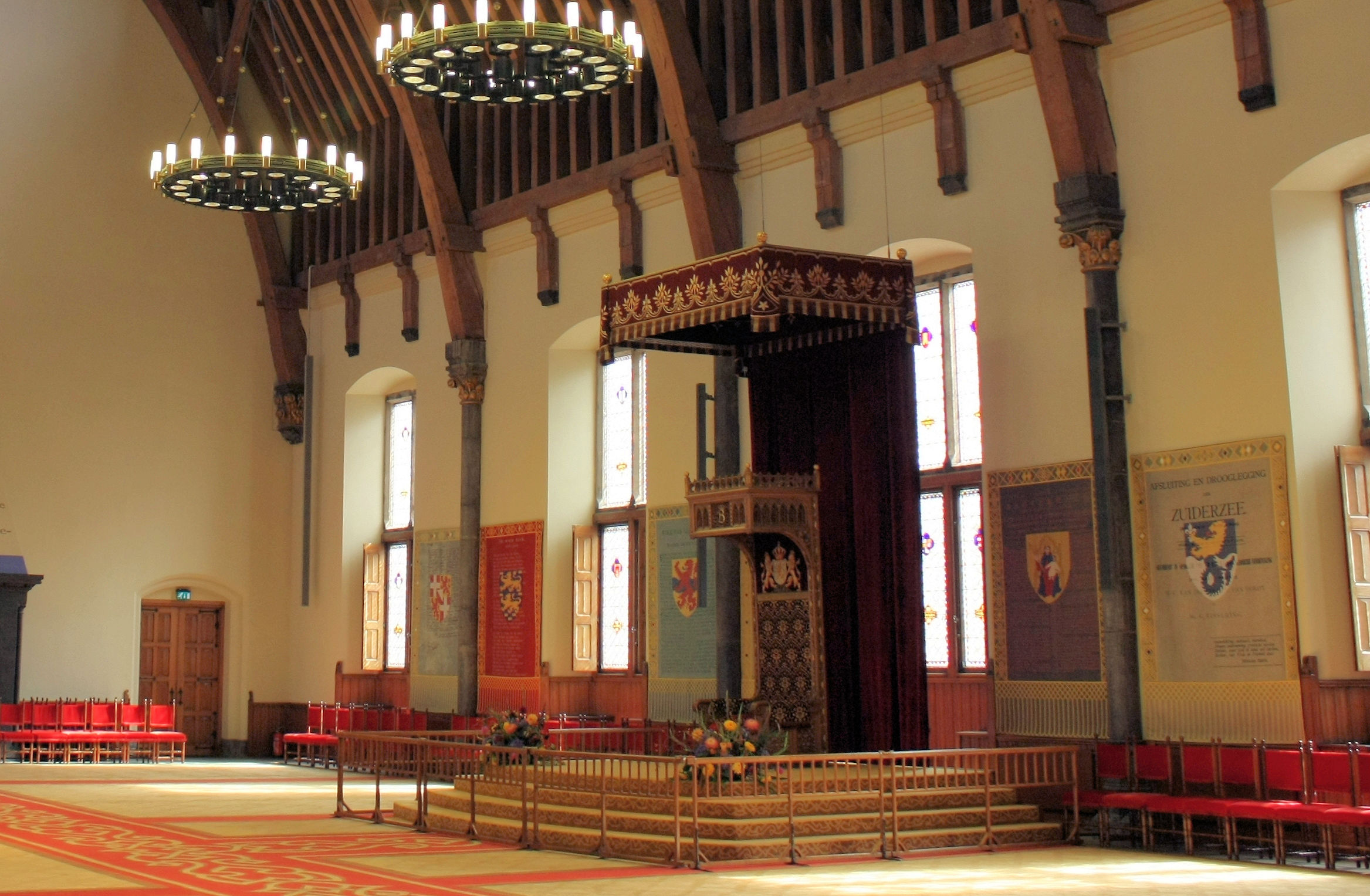
荷蘭海牙騎士廳王座。
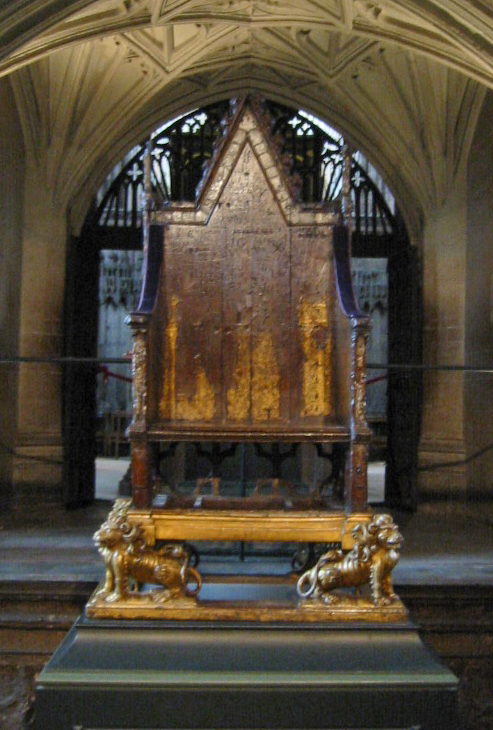
英國威斯敏斯特教堂的聖愛德華寶座。
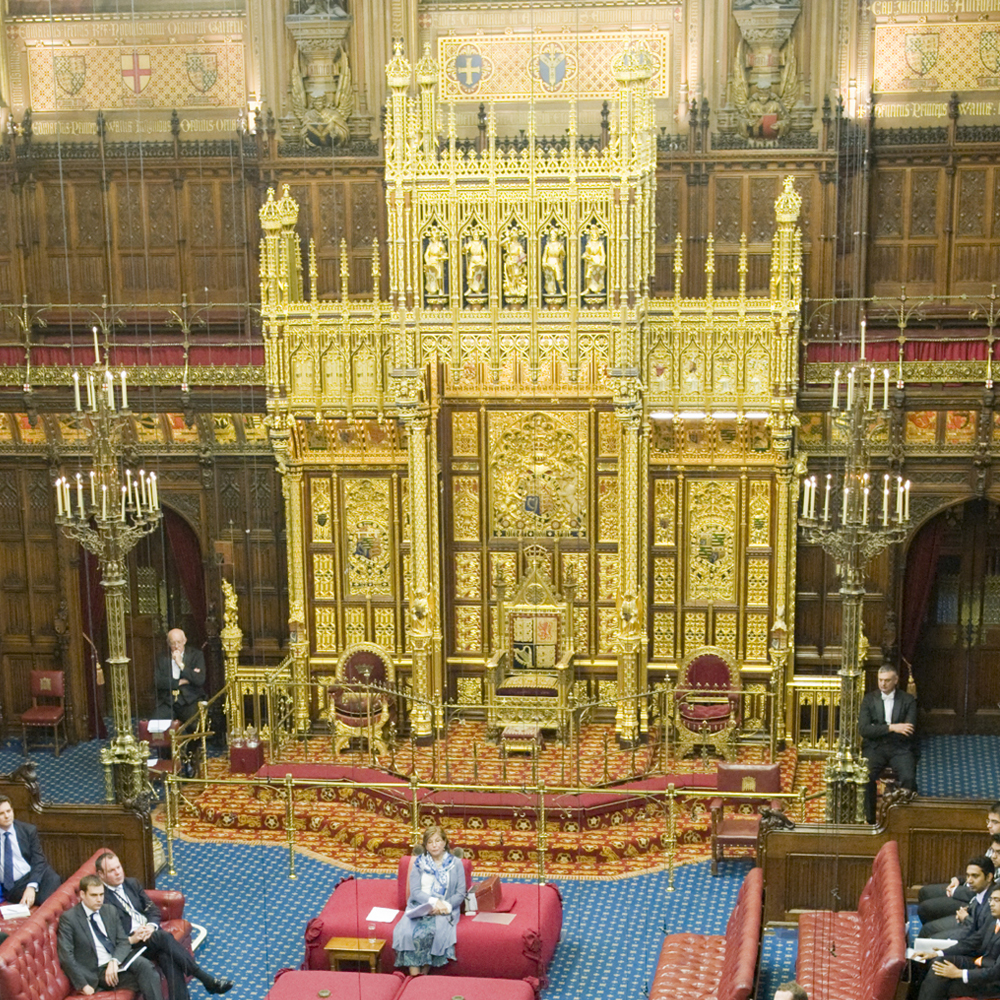
英國西敏宮上議院議事廳王座。

## 引用和参考文献
1. ↑  . cmcbiblereading.com.   [2023-05-01]. （原始内容存档于2023-05-09）.